# 신호사
신호사는 대한민국 전라남도 완도군 청산면당리에 있다. 2005년 1월 4일 완도군의 향토문화유산 제11호로 지정되었다.